# Video montaža
Video montaža je manipulacija i raspored video snimaka. Video montaža se koristi za strukturiranje i prezentaciju svih video informacija, uključujući filmove i televizijske emisije, reklame i video eseje. Video montaža je dramatički demokratizovana poslednjih godina od strane softvera za uređivanje koji su dostupni personalnim računarima.

## Vrste montaže
Jednom provincija skupih mašina nazvanih video urednici, software za video montažu je sada dostupan za personalne računare i radne stanice. Video montaža uključuje segmente (sečenja), resekvenciranje snimaka i dodavanje tranzicija i drugih specijalnih efekata.
- Linearna video montaža, korišćenjem video trake, uređuje se na veoma linearan način. Nekoliko video snimaka sa različitih traka se snimaju na jednu traku redosledom kojim će se pojavljivati.

- Nelinearni sistem za uređivanje (NLE), uređuje se na kompjuterima sa specijalizovanim softverom. Oni nisu destruktivni za video koji se uređuje i koriste programe kao što su Adobi Premier Pro, Fajnal Kat Pro i Avid.

- Vanmrežno uređivanje je proces u kojem se sirovi snimci kopiraju iz originalnog izvora, bez uticaja na originalni filmski materijal ili video traku. Kada je uređivanje u potpunosti uređeno, originalni mediji se zatim ponovo sastavlja u fazi uređivanja na mreži.

- Uređivanje na mreži je proces ponovnog sastavljanja uređenog video snimka u punoj rezoluciji nakon sto je izvršeno vanmrežno uređivanje i radi se u završnoj fazi video produkcije.

- Vizuelni mikser, kada se radi u televizijskim i video produkcijskim okruženjima uživo. Vizuelni mikser se koristi za presek uživog prenosa sa više kamera u realnom vremenu.

## Pozadina
Video montaža je proces uređivanja segmenata videoprodukcijskih snimaka, specijalnih efekata i zvučnih snimaka u postprodukcijskom procesu. Filmska montaža je prethodnik video montaže i, na nekoliko načina, video montaža simulira filmsku montažu u teoriji i u upotrebi linearne video montaže i softvera za uređivanje videa na nelinearnim sistemima za uređivanje (NLE). Koristeći video, režiser može da komunicira između stvarnih i nestvarnih događaja. Ciljevi uređivanja su manipulisanje tim događajima kako bi se komunikacija približila originalnom cilju ili meti. To je vizuena umetnost.
Početkom pedesetih godina prošlog veka, video rekorderi (VTR) su bili tako skupi, a degradacija kvaliteta uzrokovana kopiranjem bila je toliko velika, da je video traka Kvadrupleks od dva inča urađenja vizualizacijom snimljene trake sa ferofluidom i rezanjem britvicom ili rezačem za giljotine i spajanjem sa video trakom. Dva dela trake koja treba da se ujedine su bojene sa rastvorom ekstremno finih gvozdenih piljevina suspendovanih u tetrahloridu ugljenika, toksičnog i kancerogenog jedinjenja. To je "razvilo" magnetne tragove, čineći ih vidljivim kada se gledaju kroz mikroskop, tako da se mogu poravnjati u splajseru dizajniranom za ovaj zadatak.
Poboljšanja u kvalitetu i ekonomiji, kao i pronalazak flajing-irejs-heda, omogućili su snimanje novog video i audio materijala preko materijala koji je već snimljen na postojećoj magnetnoj traci i uvedena su u tehniku linearnog uređivanja. Ako je bilo potrebno promeniti dužinu scene koja je bliža početku video trake, sve kasnije scene treba ponovo snimiti na video traku redom. Pored toga, izvori se mogu reprodukovati istovremeno kroz vizuelni mikser (video svičer) kako bi se stvorili složeniji prelazi između scena. Popularan sistem 1970. - 1980. godine za to je bio U (Ju) - matik oprema (nazvana po putanji trake U-oblika). Taj sistem je koristio dva tejp plejera i jedan tejp snimač, a uređivanja su izvršavana tako što su se automatski premotale mašine, a zatim ubrzale zajedno u sihronizaciji, tako da se uređivanje nije promenilo. Kasnije, 1980. - 1990. godine je došla manja beta oprema (nazvana po putanji trake u obliku slova B) i složeniji kontroleri, od kojih su neki sihronizovali elektronski.
Postojao je prelazni analogni period koji je koristio višekanalni snimač video kaseta (VCR) sa uređajem EditDroid koji koristi LejzerDisk plejere, ali moderni NLE sistemi digitalno uređuju i snimaju video zapis na hard disk iz analognog ili digitalnog video izvora. Sadržaj je uzet i snimljen prirodno pomoću odgovarajućeg kodeka koji softver za uređivanje video snimaka koristi za obradu sačuvanih snimaka. Video zapis visoke definicije postaje sve popularniji i može se lako uređivati korišćenjem istog softvera za video montažu zajedno sa programima za moušn grafiks. Video snimci su raspoređeni po vremenskoj liniji, dodaju se muzičke numere, naslovi, digitalna grafika na ekranu, mogu se kreirati specijalni efekti, a završeni program se "renderuje" u gotov video. Video se zatim može distribuirati na različite načine, uključujući DVD, veb striming, KvikTajm Muvis, ajPad,  ili video traku.

## Kućna video montaža
Kao i neke druge tehnologije, troškovi uređivanja videa su se smanjili za red veličine ili više. Originalni 2" Kvadrupleks sistem košta toliko da mnogi televizijski produkcijski objekti mogu da priušte samo jednu jedinicu, a montaža je bila veoma upetljan proces koji zahteva posebnu obuku. Za razliku od toga, skoro svaki kućni računar prodat od 2000. godine ima brzinu i kapacitet skladištenja da digitalizuje i uređuje standardno defininisanu televiziju (SDTV). Dva glavna maloprodajna operativna sistema obuhvataju osnovni softver za uređivanje video zapisa - "Apple's iMovie" i "Microsoft's Windows Movie Maker". Dodadtne opcije postoje, obično kao napredni komercijalni proizvodi. Kao i ovi komercijalni proizvodi, postoje oupensors pogrami za video montažu. Automatski proizvodi za video montažu su se takođe pojavili, otvarajući video montažu široj publici amatera i smanjujući količinu vremena koja je potrebna za uređivanje videa. Oni postoje u glavnom kao usluge za skladištenje materijala, kao što je Gugl sa njegovim Gugl Fotous ili manje kompanije kao Vidifaj.